# Symfonie č. 15 (Šostakovič)
Symfonie č. 15.  (A dur op. 141) Dmitrie Šostakoviče je autorova poslední symfonie. Napsal ji v roce 1971 v Repinu.
Poprvé byla uvedena 8. ledna 1972 pod taktovkou autorova syna, Maxima Šostakoviče.
Symfonie bývá často považována za kvintesenci skladatelova života, která však nemá znamenat konec tvorby.

## Obsah
Symfonie má čtyři (resp. pět) vět:
1. Allegretto
2. Adagio – Largo (attacca)
3. Allegretto
4. Adagio – Allegretto

Hlavní tónina první věty je a moll, ve druhé větě je to f moll a ve třetí g moll. Poslední věta se v průběhu mění z a moll do A dur.

## Hudba
Zatímco ve svých posledních symfoniích Šostakovič často obsazoval sbor nebo sólové zpěváky, 15. symfonie je čistě instrumentální. Zvláště nápadné je pak časté užití citátů v této symfonii. Objevují se v ní motivy z Rossiniho Viléma Tella a z Wagnerových oper, ale také témata z některých dřívějších děl. Celkové vyznění symfonie pak obsahuje jak veselé tak teskné části.
První věta volně cituje místo z Rossiniho opery. Druhá věta pro dechové nástroje představuje reminiscenci smutečního pochodu. Čtvrtá věta se vyznačuje zejména polyrytmickými prvky a perkusivní instrumentací, a zpracovává témata z Wagnerových oper Valkýra a Tristan a Isolda.